# Gandra (Esposende)

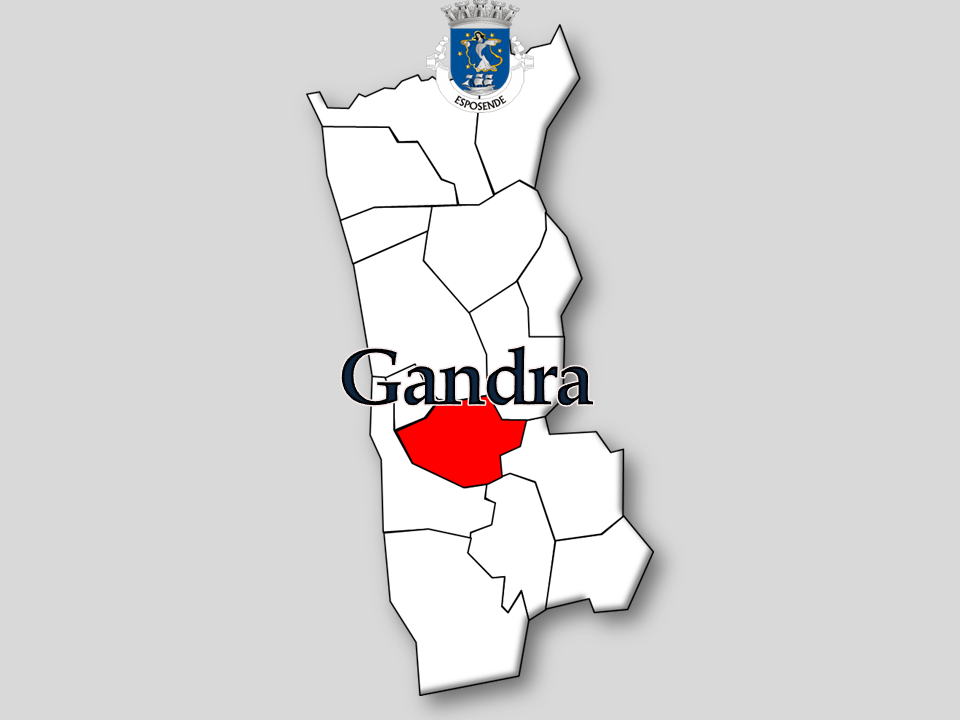
Localização da Freguesia de Gandra

Gandra é uma localidade portuguesa do Município de Esposende que foi sede da extinta Freguesia de Gandra, freguesia que tinha 5,15 km² de área e 1 323 habitantes (2011), e, por isso, uma densidade populacional de 256,9 hab/km².
A Freguesia de Gandra foi extinta em 2013, no âmbito de uma reforma administrativa nacional, para, em conjunto com as Freguesias de Esposende e Marinhas formar uma nova freguesia denominada União das Freguesias de Esposende, Marinhas e Gandra com sede em Esposende.
Gandra é uma terra muito fértil, onde a agricultura é a fonte de rendimento de muitos habitantes. 

## População
| População da freguesia de Gandra (1864 – 2011) | População da freguesia de Gandra (1864 – 2011) | População da freguesia de Gandra (1864 – 2011) | População da freguesia de Gandra (1864 – 2011) | População da freguesia de Gandra (1864 – 2011) | População da freguesia de Gandra (1864 – 2011) | População da freguesia de Gandra (1864 – 2011) | População da freguesia de Gandra (1864 – 2011) | População da freguesia de Gandra (1864 – 2011) | População da freguesia de Gandra (1864 – 2011) | População da freguesia de Gandra (1864 – 2011) | População da freguesia de Gandra (1864 – 2011) | População da freguesia de Gandra (1864 – 2011) | População da freguesia de Gandra (1864 – 2011) | População da freguesia de Gandra (1864 – 2011) |
| ---------------------------------------------- | ---------------------------------------------- | ---------------------------------------------- | ---------------------------------------------- | ---------------------------------------------- | ---------------------------------------------- | ---------------------------------------------- | ---------------------------------------------- | ---------------------------------------------- | ---------------------------------------------- | ---------------------------------------------- | ---------------------------------------------- | ---------------------------------------------- | ---------------------------------------------- | ---------------------------------------------- |
| 1864                                           | 1878                                           | 1890                                           | 1900                                           | 1911                                           | 1920                                           | 1930                                           | 1940                                           | 1950                                           | 1960                                           | 1970                                           | 1981                                           | 1991                                           | 2001                                           | 2011                                           |
| 275                                            | 312                                            | 375                                            | 385                                            | 396                                            | 480                                            | 422                                            | 594                                            | 684                                            | 766                                            | 798                                            | 903                                            | 1 071                                          | 1 254                                          | 1 323                                          |